# Пикник край пътя
„Пикник край пътя“ (на руски: Пикнѝк на обо̀чине) е научнофантастична повест на Аркадий и Борис Стругацки, издадена през 1972 година.
Филмът „Сталкер“ (1979) на Андрей Тарковски и компютърната игра S.T.A.L.K.E.R.: Shadow of Chernobyl са вдъхновени от повестта.